# Sophta peroma
Sophta peroma là một loài bướm đêm trong họ Noctuidae.